# Bardhaman (Distrikt)
Bardhaman (auch Barddhaman; bengalisch বর্ধমান, Bardhamān) war ein Distrikt im indischen Bundesstaat Westbengalen. Zum 7. April 2017 wurde er in die Distrikte Paschim Bardhaman und Purba Bardhaman aufgeteilt. Sitz der Distriktsverwaltung war die Stadt Bardhaman.

## Geografie
Der Distrikt Bardhaman erstreckte sich über ein Gebiet von 7024 km² und hatte eine Bevölkerung von 7.717.563 Einwohnern (Zensus 2011). 10 Jahre zuvor waren es noch 6.895.514 Einwohner (Zensus 2001). Er grenzte an die westbengalischen Distrikte Birbhum, Murshidabad, Nadia, Hugli, Bankura und Purulia sowie den Bundesstaat Jharkhand. Bardhaman bestand aus den sechs Subdivisionen Asansol, Bardhaman Sadar North, Bardhaman Sadar South, Durgapur, Kalna und Katwa.
Der Osten des Distrikts war Teil der Gangesebene, dessen Mündungsarm Bhagirathi auch die Grenze zum Nachbardistrikt Nadia bildete. Der Westen war vom Fluss Damodar geprägt, der die Grenze nach Süden zum Distrikt Bankura war. Die nördliche Grenze zum Distrikt Birbhum bildete der Fluss Ajay.

## Wirtschaft
Bardhaman gehörte zu den wirtschaftlich fortschrittlichen Gegenden Westbengalens. Der Osten mit seiner fruchtbaren Schwemmerde insbesondere des Bhagirathi war eine produktive Region der Landwirtschaft mit überwiegend Reisanbau. Der Westen war reich an Bodenschätzen wie Kohle und Erz. Seit Anfang des 19. Jahrhunderts wurde hier bei Raniganj Kohlebergbau betrieben. Am Fluss Damodar hatte sich die Eisen- und Stahl- sowie Bauindustrie angesiedelt. In Durgapur und Dishergarh standen Kraftwerke.
Bardhaman war durch den National Highway 2 (Grand Trunk Road) und seine Lage an der Bahnstrecke Delhi-Kolkata mit vergleichsweise guter Infrastruktur ausgestattet.

## Bilder
Tempel

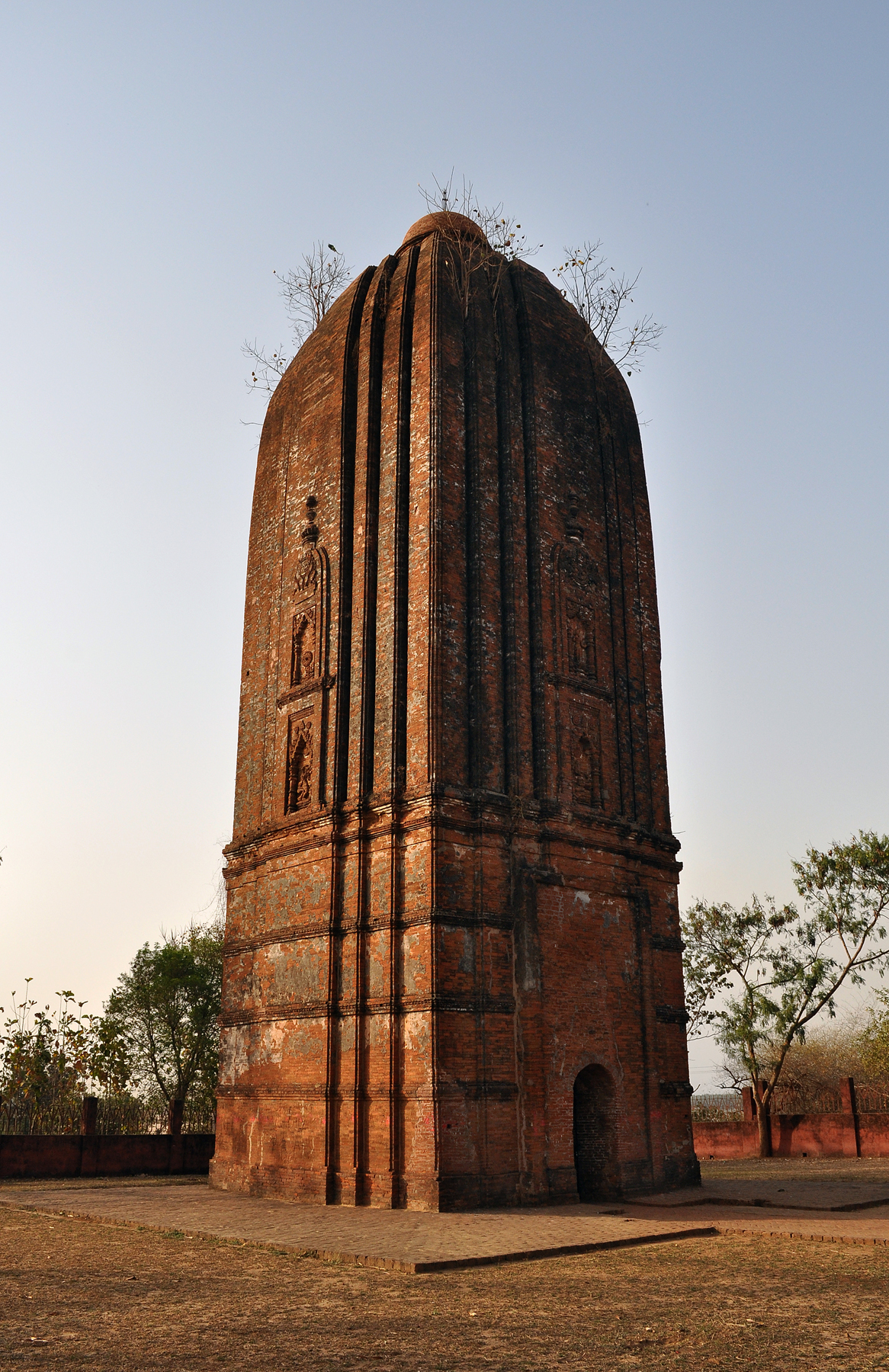
Ichai-Ghosh-Tempel
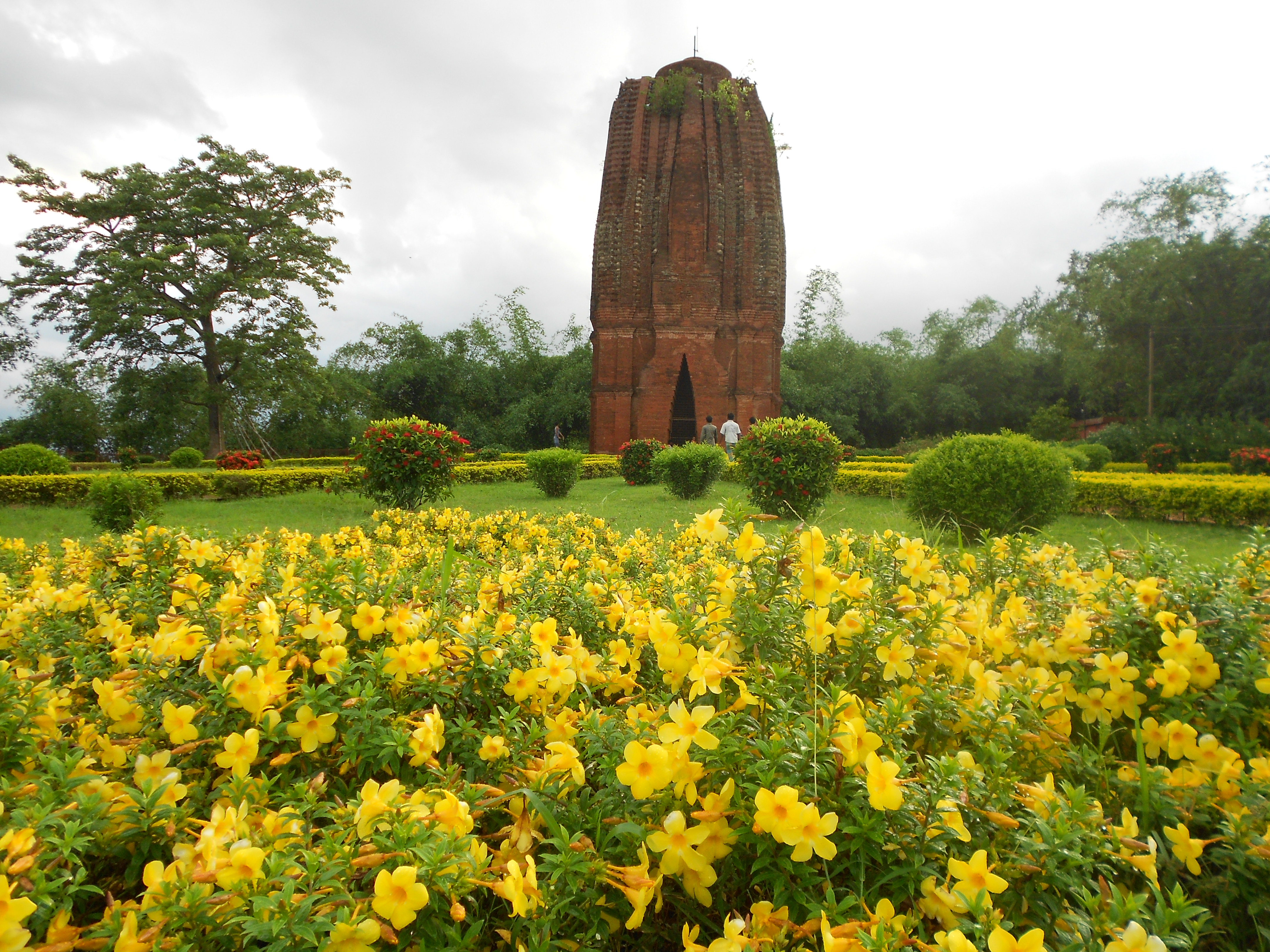
Deulia, Sat-Deul-Tempel
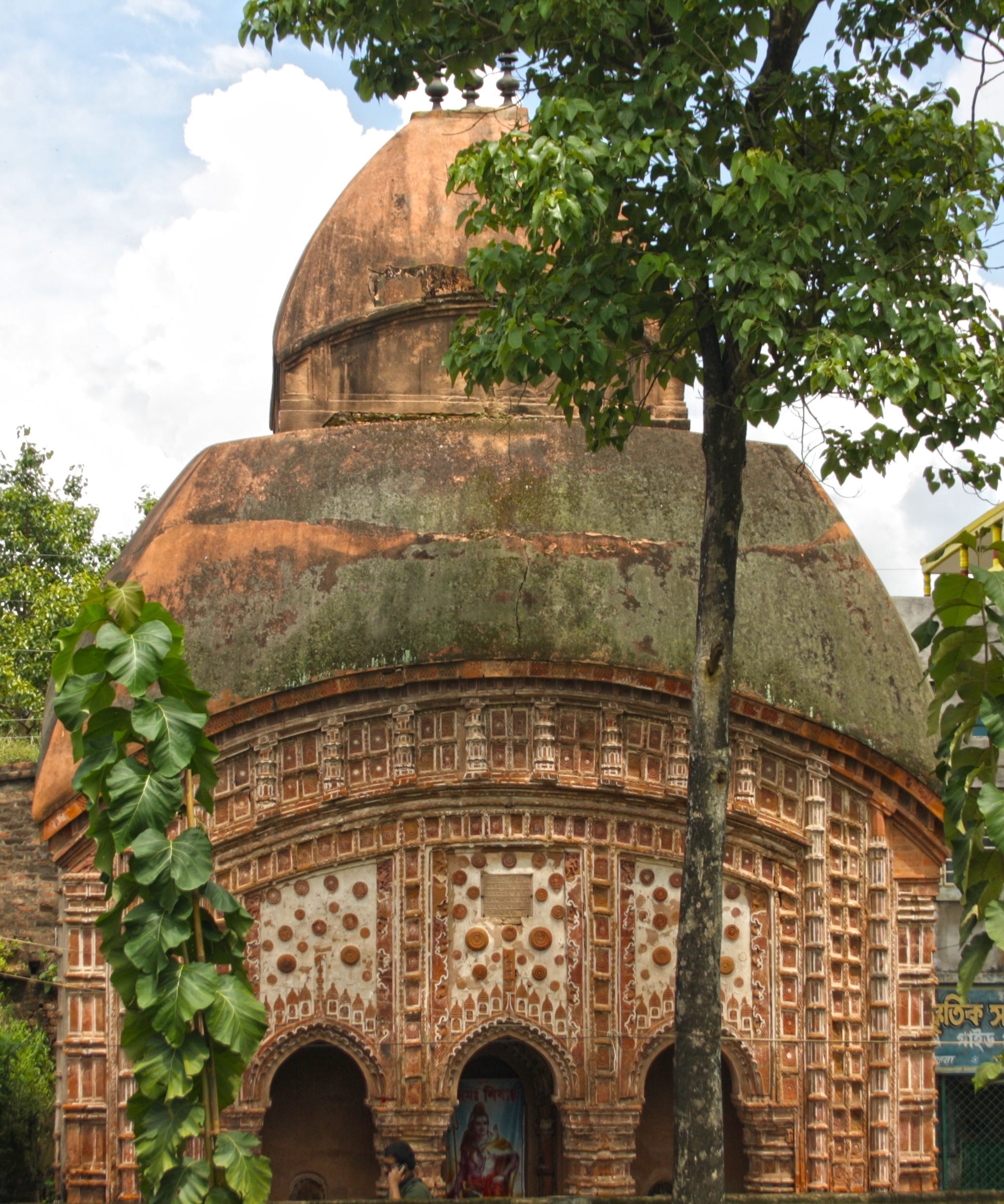
Kalna, Rameswar-Tempel
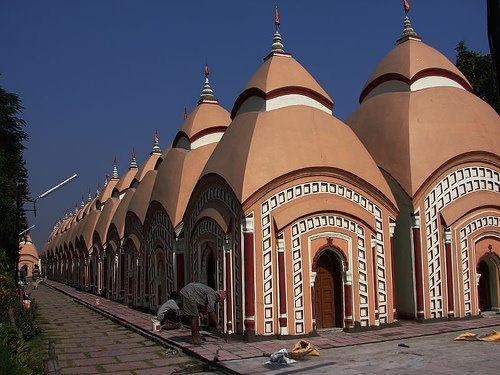
Bardhaman, 108 Shiva-Tempel
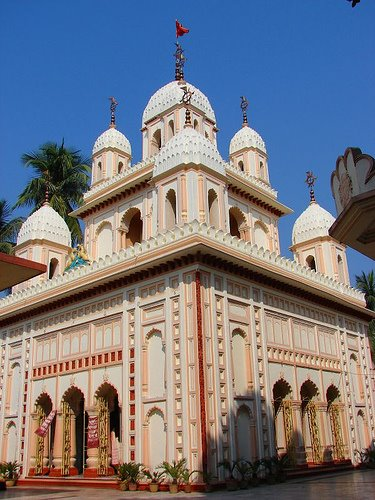
Bardhaman, Sarbamangala-Tempel

Sonstige Bauten

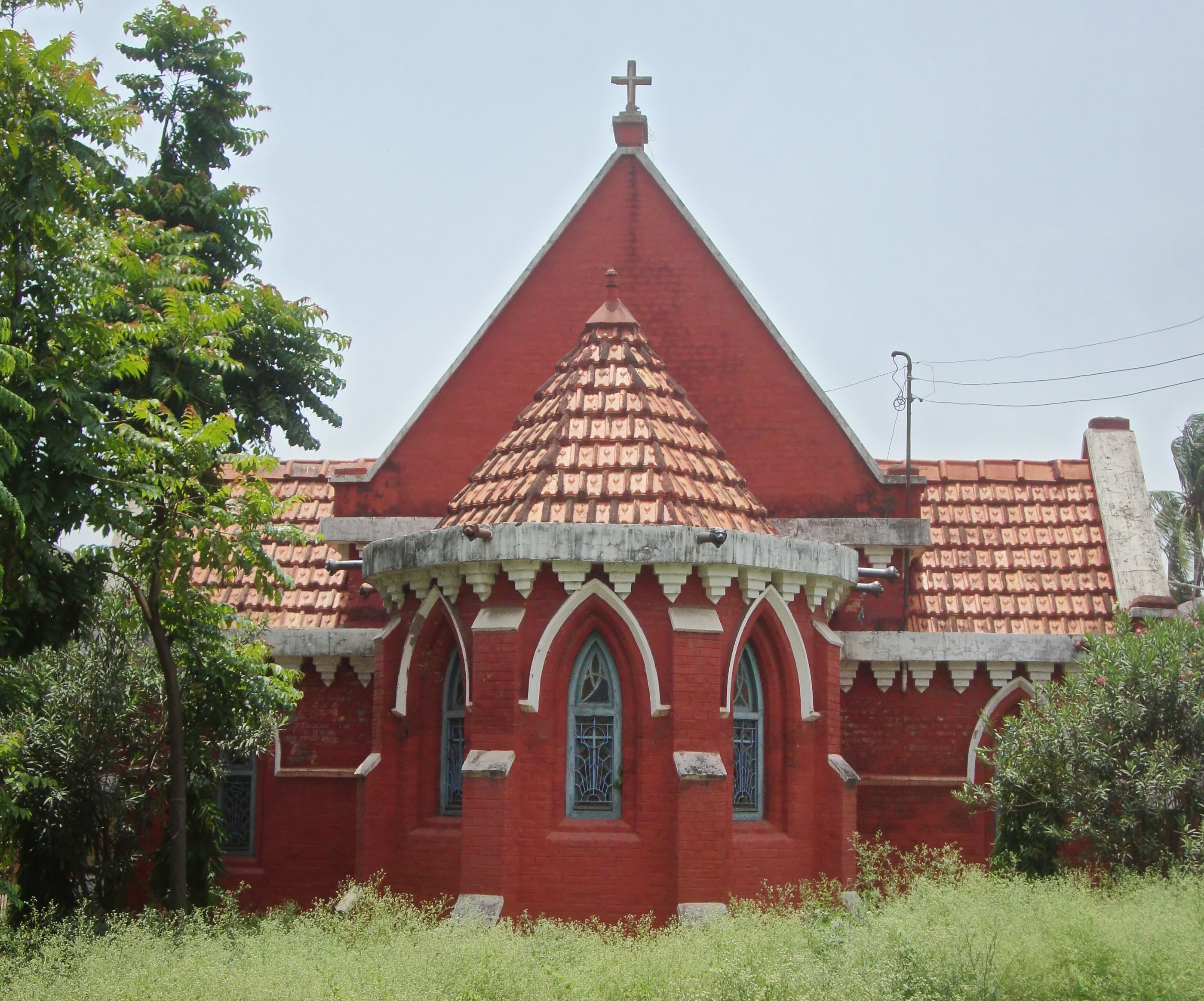
Bardhaman Church
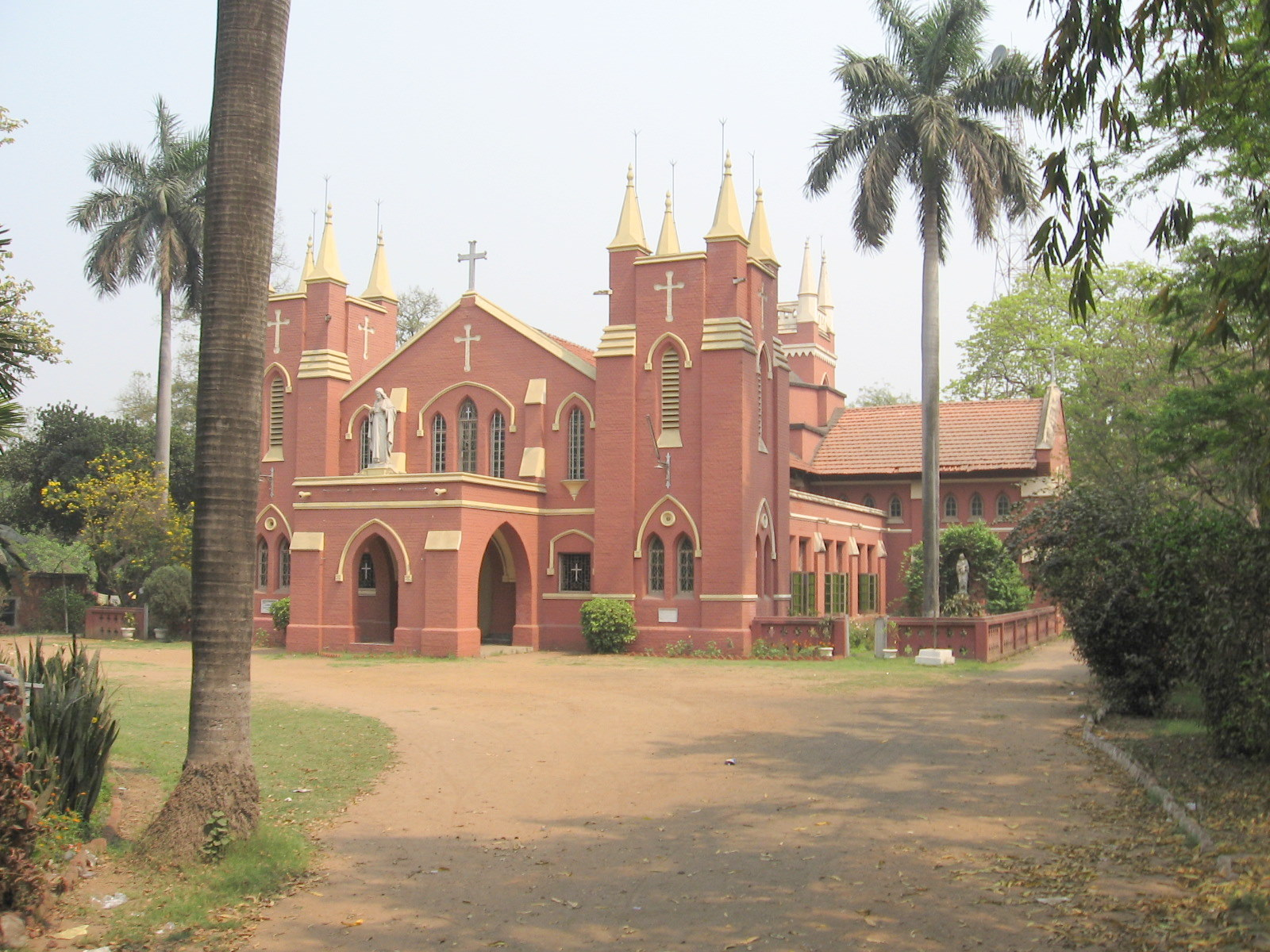
Asansol, Sacred-Heart-Church
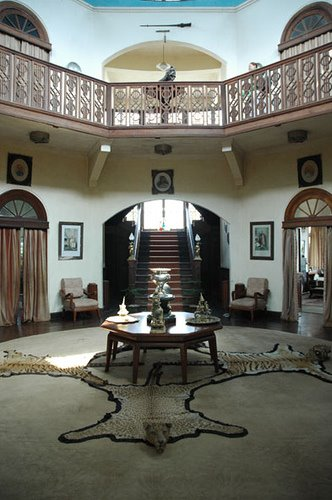
Burdwan Palace
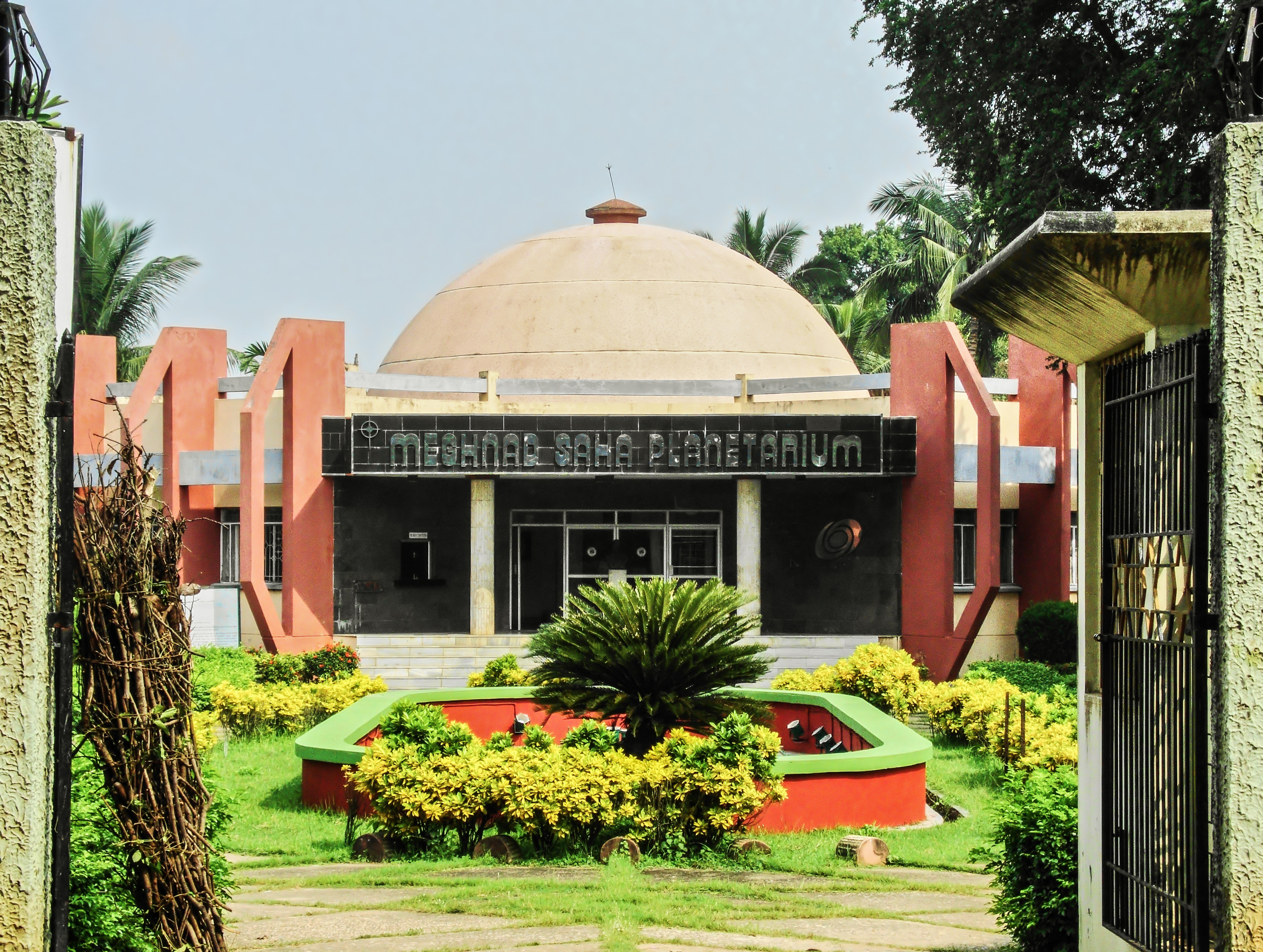
Burdwan Meghnad Saha Planetarium
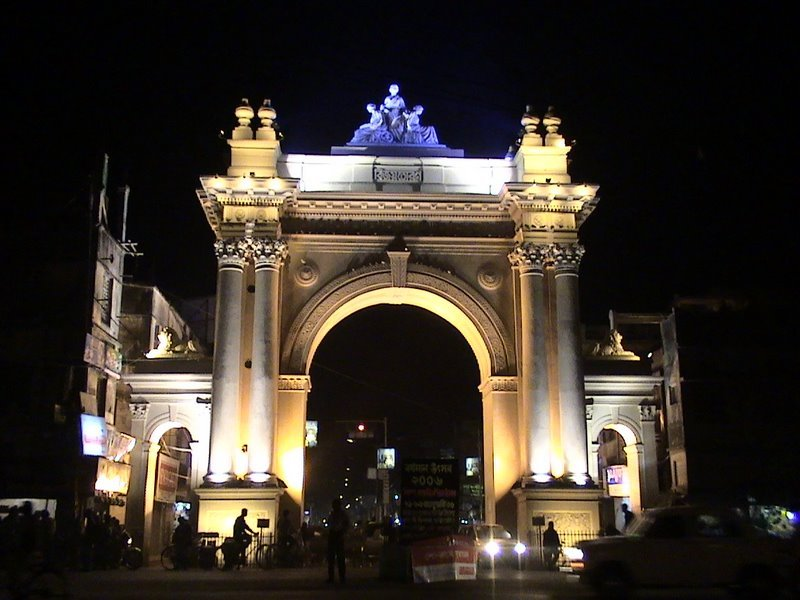
Curzon Gate